# Ано (Горњопровансалски Алпи)
Ано (фр. Annot) насеље је и општина у југоисточној Француској у региону Прованса-Алпи-Азурна обала, у департману Горњопровансалски Алпи која припада префектури Кастелан.
По подацима из 2011. године у општини је живело 1070 становника, а густина насељености је износила 35,91 становника/km². Општина се простире на површини од 29,8 km². Налази се на средњој надморској висини од 680 метара (максималној 1638 m, а минималној 599 m).

## Демографија
| 1962. | 1968. | 1975. | 1982. | 1990. | 1999. | 2011. |
| ----- | ----- | ----- | ----- | ----- | ----- | ----- |
| 772   | 846   | 859   | 1.035 | 1.053 | 988   | 1.070 |

График промене броја становника у току последњих година